# Isla Niodior
Niodior (o Niodor, también Isla de Guior; Île de Guior) es una isla del océano Atlántico que pertenece a Senegal situada en el sector de Sine-Saloum, frente a la punta de Sangomar. El pueblo cuenta con cinco distritos: Baback, Damal, M’bine Mack, Sindiala y Médine. La isla tiene unos 20.000 habitantes. Estos son Niodorois, un subgrupo de los Serer. Los habitantes de este pueblo se dedican a la pesca, y a la recolección y el secado de conchas y ostras naturales. Administrativamente, forma parte de la región Fatick y del departamento Foundiougne.